# 志村天目
志村 天目（しむら てんもく）は、江戸時代の垂加流神道系統の心学者（石門心学）。名は益之（ますゆき）。

## 概要
加賀美光章に朱子学と神道を学ぶ。手島堵庵に心学を学ぶ。書、篆刻、俳諧にもすぐれる。故郷の甲斐で心学をもととした教育にあたった。崎門学派の儒者である古屋蜂城の長兄。
大正13年（1924年）、従五位を追贈された。